# Sagron Mis
Sagron Mis (im lokalen Dialekt: Sagrón, deutsch veraltet: Sagraun-Mies) ist eine italienische Gemeinde (comune) im Trentino in der autonomen Region Trentino-Südtirol mit 177 Einwohnern (Stand am 31. Dezember 2023). Die Gemeinde liegt etwa 65 Kilometer ostnordöstlich von Trient in den Belluneser Dolomiten, gehört zur Talgemeinschaft Comunità di Primiero und grenzt unmittelbar an die Provinz Belluno (Venetien). Der Verwaltungssitz befindet sich im Ortsteil Sagron.

## Verkehr
Durch die Gemeinde führt die Strada Statale 347 del Passo Cereda e del Passo Duran über den Passo Cereda von Fiera di Primiero nach Valle di Cadore.